# HD 29697

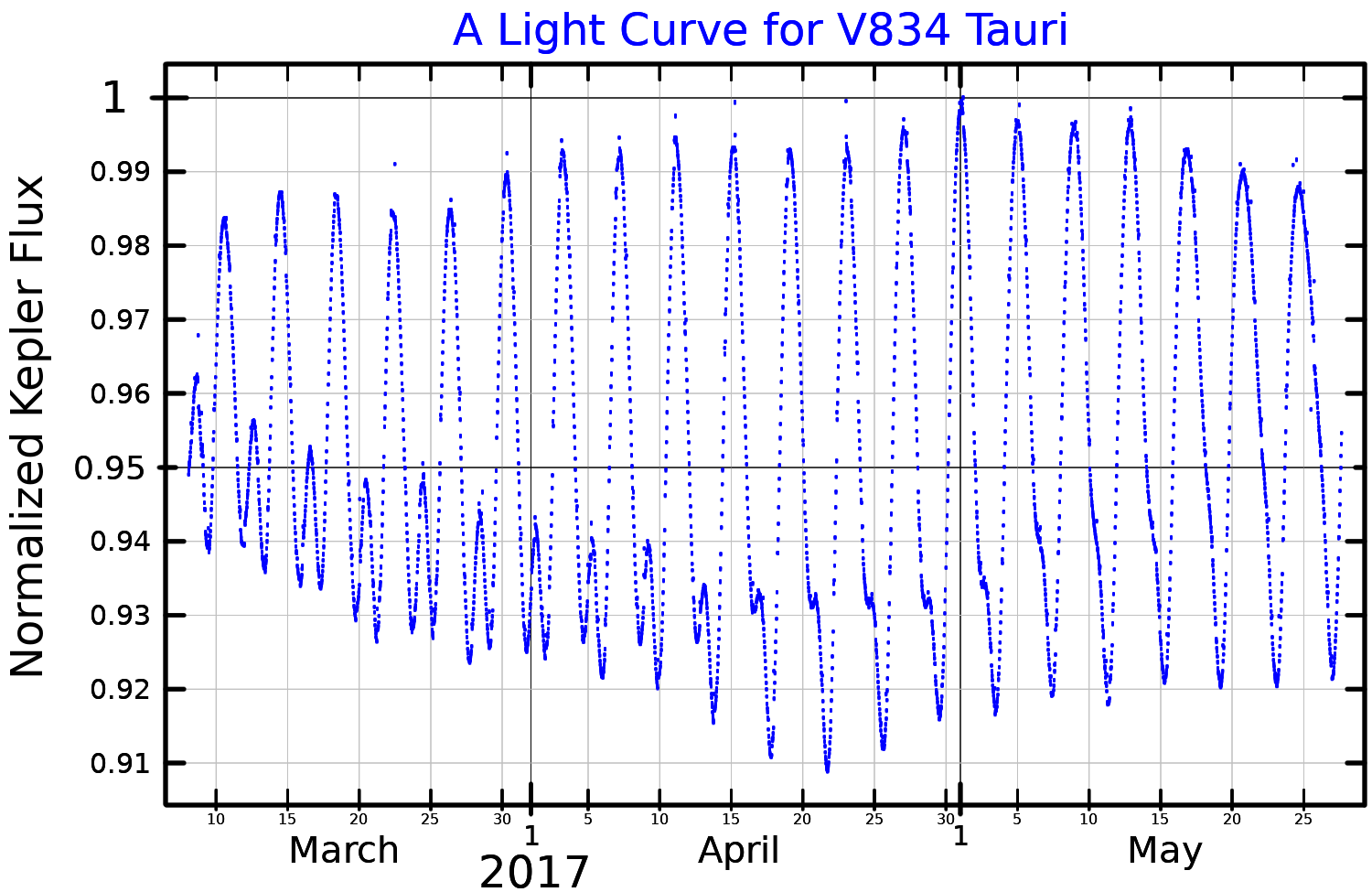
Lichtkromme van HD 29697

HD 29697 is een oranje dwerg met een spectraalklasse van K4.V. De ster bevindt zich 43,09 lichtjaar van de zon.